# Condition paysanne en France du XIXe au XXIe siècle
 (octobre 2009).
Si vous disposez d'ouvrages ou d'articles de référence ou si vous connaissez des sites web de qualité traitant du thème abordé ici, merci de compléter l'article en donnant les références utiles à sa vérifiabilité et en les liant à la section « Notes et références ».
 (mars 2022).
Pour un article plus général, voir Agriculture en France.
Au début du XIXe siècle, le monde paysan, marqué par une permanence des structures sociales et des techniques agraires, occupe une très grande place dans la société française. Même si son importance est minimisée par sa place politique et sociale, la grande majorité des Français est alors composée de paysans. Le système agricole est encore très fragile et soumis à de nombreux aléas (notamment météorologiques), l'économie agricole est encore une juxtaposition de systèmes régionaux.
Au milieu du XIXe siècle, le monde paysan a effectué une première révolution et a connu son apogée, l'agriculture s'est modernisée et le marché agricole s'est unifié ; la paysannerie garde un poids important dans la vie politique du pays. Au début du XXe siècle, elle semble entrer dans une phase de déclin, une vaste redistribution des hommes est en cours sur l'ensemble du territoire, l'agriculture n'est plus la seule source de production, le secteur industriel est en plein essor et la civilisation urbaine pénètre les campagnes. L'exode rural est cependant plus tardif en France qu'ailleurs, et ce n'est que lors des Trente Glorieuses que la modernisation réelle de l'agriculture et du statut du paysan, qui périclite, remplacé par le statut d'exploitant agricole, est effective.
Alors que la France, comme le monde, n’est jusqu’au XVIIIe siècle « qu’une immense paysannerie, où 80 à 90 % des hommes vivent de la terre, rien que d’elle », l'évolution de la population agricole depuis cette époque traduit ces révolutions : augmentation continue de cette population jusqu'au milieu du XIXe siècle (en 1789, 18,2 millions de Français vivant directement de l'agriculture représentent 67 % de la population totale ; en 1846, ils sont 20,1 millions, soit 57 %), longue décroissance depuis 1850 en lien avec la révolution industrielle et l'exode rural (16,1 millions en 1901, soit 42 % ; 10,2 millions en 1946, soit 45 %), accélération de cette décroissance depuis la fin de la Seconde Guerre mondiale (7,3 millions en 1968, soit 15 % ; 4,9 millions en 1975, soit 9,4 %; 3,2 millions au recensement de 1988, soit 5,8 % ;  1,3 million au recensement de 2000, soit 2,1 % ; 900 000 en 2016, soit 3,6 % de la population active et 1,3 % de la population totale). 

## La paysannerie entre l'Ancien Régime et la Restauration (1789-1815)
Entre la fin de l'Ancien Régime et la Restauration en 1815, la paysannerie va connaître une véritable révolution, tant juridique que sociale. Alexis de Tocqueville dans son ouvrage sur l'Ancien Régime et la Révolution (1856), montre bien que l’œuvre de la Révolution fut de libérer le sol pour un moment, ainsi que la capacité d’entreprendre de la paysannerie française.
La paysannerie de l'ancien régime est marquée par un nombre important de pesanteurs, aussi bien dans le domaine agricole que dans le domaine social, la paysannerie est alors dominée et dépendante. La « révolution agricole » du 17e est un mythe, l'économie agricole reste étriquée, et l'agriculture n'a pas encore domestiqué la nature, d'où l'hypersensibilité de la production agricole à la météo. Les pratiques agricoles restent traditionnelles (jachères relativement longues, cultures sur brûlis…), et il n'existe pas de véritable marché agricole à l’échelle nationale, ce n'est qu'une juxtaposition de systèmes agricoles régionaux mal connectés entre eux (enclavement). 
La Révolution va modifier l'ensemble des pesanteurs de l'ordre social qui pèsent sur la France de l'époque. Tout d'abord concernant la propriété de la terre, les paysans n'étaient pas dans leur majorité propriétaires de la terre, celle-ci constituait un placement et était une source de prestige accaparée des grands propriétaires : noblesse, clergé et bourgeoisie urbaine, qui possédaient à peu près 55 % des terres agricoles, souvent les meilleures, il faut ajouter le poids des droits seigneuriaux et les privilèges qui faisaient de la noblesse rurale la seule autorité. Les paysans qui possédaient peu ou pas de biens propres devaient travailler pour autrui par différents moyens : le métayage, le fermage, ou encore par le salariat agricole.
Il y avait donc déjà de grandes disparités de condition, de revenu et de statut à l'intérieur de la paysannerie de l'ancien régime. La majorité de la paysannerie était alors modeste et peu instruite, les relations sociales étaient alors basées sur la communauté rurale (paroisse) qui était à la fois un secours pour le faible et un frein à la modernisation, et sur laquelle pesait la société d'ordres.
La crise de subsistance de la fin du XVIIe siècle s'est généralisée en 1789, se combinant avec une crise politique, il y a bien une révolution paysanne dans la révolution de 1789.
La crise économique de la fin des années 1780 est d'abord liée à une crise de subsistance généralisée et une crise de la paysannerie accablée par les privilèges seigneuriaux (on peut constater cet accablement dans les cahiers de doléances remis au roi). 
Cependant le monde paysan a bien peu participé aux évènements politiques parisiens qui ont fait la Révolution (deux députés du Tiers-état seulement étaient laboureurs). 
Mais les évènements révolutionnaires vont provoquer une agitation en province, c'est la Grande Peur, durant laquelle la paysannerie (en tout cas une partie) désorientée va régler ses comptes socio-économiques avec la noblesse, poussant l'Assemblée à abolir tous les privilèges durant la nuit du 4 août 1789. C'est un changement juridique radical pour la paysannerie, libéré d'une source de contraintes de tout ordre (juridique, économique…). Cela va d'un coup lever toutes les pesanteurs liées à la féodalité.
Le deuxième événement qui va changer la paysannerie est la vente des biens nationaux (ensemble des biens de l'Église mis à disposition de la Nation et biens saisis des nobles émigrés). La vente des biens nationaux pendant la période révolutionnaire constitue une vaste redistribution des terres, la Révolution exalte la propriété et permet aux paysans de s'approprier la terre qu'ils possédaient si peu. Mais cette redistribution de terres a surtout favorisé le haut de l'échelle sociale paysanne et les bourgeois pour qui la terre reste un placement rentable. La redistribution par la vente des biens nationaux est relativement opaque, si elle constitue un pas important pour la paysannerie dans la possession de sa terre, elle ne profite pas à la majorité des paysans les plus pauvres qui n'ont pas eu les moyens d'acheter ces biens.
La Révolution va aussi constituer un véritable éclatement du groupe paysan. Cet éclatement va se faire progressivement, mais c'est tout un ensemble de mesures révolutionnaires, le poids de la guerre et des éléments d'ordre local qui vont éclater le groupe paysan. Le poids de la guerre va être essentiellement porté par la paysannerie, parce qu'ils sont les plus nombreux, ce sont eux qui sont les plus touchés par les levées en masse de soldats, c'est aussi chez eux que l'on vient réquisitionner les bêtes, qui servent souvent aux travaux des champs, c'est eux qui subissent le plus les effets de la guerre, l'appauvrissement, le brigandage… La vente des biens nationaux va aussi constituer un facteur d'éclatement de la paysannerie, d'abord parce qu'elle crée une différence fondamentale entre celui qui possède la terre et celui qui n'en a pas assez pour en vivre, ensuite parce que la vente des biens nationaux va dresser les paysans contre les bourgeois des villes qui achètent cette terre nouvelle, selon des modalités différentes en fonction d'éléments locaux. Les différends entre le gouvernement révolutionnaire et l'Église, vont aussi influencer les réactions paysannes dans certaines régions, surtout à l'ouest où la Vendée se révolte. Il y a une véritable césure paysanne.
Le régime impérial de Napoléon va constituer une véritable stabilisation pour la paysannerie française.
Tout d'abord pour la première fois depuis 1789, Napoléon va instituer un régime d'ordre. L'ordre public est rétabli, les déserteurs sont pourchassés, les bandes armées réduites, les chouans et vendéens sont écrasés par la force lorsque l'apaisement religieux n'a pas suffi. L'ordre religieux est rétabli, le concordat est signé en 1801, liant l'État impérial à l'Église, des mesures d'apaisement sont décidées. L'ordre administratif est lui aussi rétabli, l'administration napoléonienne est une des plus efficaces de l'époque, les préfets en sont un élément. La mise en place de codes (code pénal, code civil de 1804, code commercial de 1807…) constitue aussi une source de stabilisation juridique.
Ensuite, la conjoncture économique devient plus favorable à la paysannerie, et la hausse des prix agricoles va profiter à la paysannerie française. L'insécurité alimentaire est petit à petit résorbée par la diffusion de la pomme de terre (mais aussi de la betterave) et la culture céréalière (le blé prend le pas sur les céréales plus pauvres), les disettes sont plus rares, la dernière sera celle de 1812.
Mais l'Empire va aussi être une source de mécontentements pour la paysannerie. Les défaites militaires et la conscription pèsent essentiellement sur les paysans, la pression fiscale augmente. Le conflit avec le Pape relance l'agitation à l'Ouest et relance une petite chouannerie. La légende noire de l'ogre Napoléon va dominer pendant plusieurs années.

## Les mutations lentes du monde paysan entre 1815 et 1870: l'apogée du monde paysan
De 1815 jusqu'à la fin du Second Empire, la paysannerie française va connaître un ensemble de lentes mutations qui vont la mener à son apogée.
La croissance agricole est incontestable, entre 1815 et 1851 la production agricole augmente de 78 %, le blé progresse, comme la pomme de terre qui améliore grandement la sécurité alimentaire. Cette croissance est obtenue par une augmentation du travail et le recul de la jachère plus que par le progrès technique, l'agronomie n'est pas une priorité et le manque de possibilités de crédit hormis auprès des usuriers et notaires est un frein. Les impulsions données à l'agriculture sont plutôt extérieures, l'amélioration des communications, le lancement de grands travaux unifient le marché agricole et donnent une impulsion à certaines régions dont l'agriculture a des visées commerciales. Cependant le marché rural a encore un faible effet d'entraînement sur l'industrie naissante. Jusqu'en 1860, la terre constitue encore une source de rente, mais à partir de cette date l'immobilier et l'industrie deviennent de plus en plus attrayants.
La population rurale pratique la pluriactivité afin de compléter ses revenus, en hiver les paysans inactifs pratiquent l'artisanat à domicile ou travaillent dans des manufactures installées en milieu rural (salariat occasionnel), c'est particulièrement vrai dans le textile et la confection. Les ouvriers de l'époque pratiquent occasionnellement la culture (moissons ou jardins ouvriers). Le surpeuplement rural que l'on peut constater par certains signes: la proportion de mendiants encore importante ou le malthusianisme des notables est dû à une natalité encore forte et à une amélioration de la nourriture. L'émigration rurale se fait plutôt vers les villes ou vers les régions agricoles où il y a du travail saisonnier, très peu à l'étranger. L'exode rural vers les emplois industriels est un mythe, l'émigration rurale se fait pour échapper à sa condition, pas par attrait pour les emplois industriels. Le quotidien des paysans s'améliore tant au niveau de la nourriture qu'au niveau matériel: la majorité des paysans ont désormais du mobilier (exemple: pendule). L'amélioration des communications entraîne une ouverture culturelle plus grande, le début de l'instruction, Maurice Agulhon souligne le rôle du « monsieur » instruit, intermédiaire culturel et politique.
C'est aussi l'époque où la paysannerie entre en politique, la période de la Restauration a conféré un poids politique important à la propriété foncière du fait du cens, mais celui-ci exclut presque la totalité de la paysannerie qui n'est pas assez riche pour pouvoir voter. La paysannerie marginalisée n'est pas politisée et est encore largement influencée par les nobles, notables ruraux ou les curés (par exemple Tocqueville emmène ses paysans voter pour lui). La véritable entrée en politique se fait en 1848 avec le suffrage universel : à ce moment, les paysans constituent plus de 75 % de la population, soit la majorité à eux seuls, et tous les courants politiques vont se lancer à l'assaut du vote paysan. Le soutien à l'Empire constitue peut-être un rejet de la république de la ville, des notables (républicains)… La paysannerie devient un fidèle soutien à l'Empire, sûrement à cause de cette volonté de sortir du clivage entre les « blancs » et les « rouges », de la conjoncture économique favorable, de la politique de grands travaux…Le Second Empire constitue une période d'apogée du monde paysan au sein de la société du fait de la prospérité économique, du nombre encore important de paysans, du soutien politique qu'il constitue pour le régime, et de son identité culturelle encore forte.

## Parenthèse sur la participation à la vie politique en France (de 1789 à 1870)
Le XIXe siècle voit apparaître notre vie politique moderne. Cette politisation se traduit par la diffusion dans les masses, et particulièrement dans la classe paysanne, du jeu démocratique mais aussi par le processus d'acquisitions des grands principes de la Révolution française de 1789.
Une nouvelle classe paysanne apparaît alors et se fédère implicitement, et son émancipation est rendue possible par la Révolution de 1789. Particulièrement, c'est l'établissement de la supériorité du droit naturel sur le droit positif, consacré par la Déclaration des droits de l'homme et du citoyen du 26 août 1789, qui, en affirmant un droit à la propriété comme un droit fondamental, permet aux paysans d'exister par leurs terres.
Cet élan d'instauration des libertés nouvelles est freiné - voire stoppé - par un Premier Empire belliqueux et par un certain cléricalisme, puisque le Concordat de 1801 lie l'Empire au catholicisme. Les guerres napoléoniennes, responsables de près d'un million de morts - essentiellement des paysans - sont en fait à l'origine de la formation d'une sorte de culte napoléonien, c'est-à-dire une forme d'adoration des campagnes aux guerres de conquêtes et aux nombreuses victoires (et défaites) de Napoléon Ier. Ce culte se traduit dans les campagnes notamment par de grandes veillées organisées autour des vétérans, telles qu'elles sont décrites par exemple dans Le médecin de campagne de Balzac.
Le paysan doit aussi faire face à l'Empire qui tente d'exercer sur lui une domination, avec l'aide du clergé à qui il est associé depuis le Concordat. En effet, en l'absence d'éducation politique, d'instruction, et d'une véritable école républicaine, le paysan peut difficilement s'intégrer à la vie politique et reste ainsi dans une forme d'ignorance la plus totale. C'est ainsi que, manipulé, il peut suivre une tendance contraire à ses aspirations nées de la Révolution de 1789. Cette ignorance explique en grande partie l'élection de Louis-Napoléon Bonaparte en 1848, candidat non républicain mais porté par la gloire de son oncle à la présidence de la IIe République.
Cependant, le paysan a peu à peu la possibilité de s'exprimer politiquement, par l'élargissement progressif du droit de vote (lois de 1817 et 1831) d'abord, jusqu'à la première élection au suffrage universel direct (masculin) au lendemain de la Révolution de 1848. Le résultat de cette politisation, amorcée dès 1789, fait désormais de lui un « citoyen actif ». Néanmoins, dans l'esprit de certains républicains de l'époque (dont Jules Grévy), ce nouvel outil démocratique qu'est le suffrage universel appliqué à l'élection du Président de la République peut être en fin de compte nocif à la République. Dans un discours prononcé devant l'Assemblée constituante en octobre 1848, celui-ci, en tant que député, avait déjà averti les élus du risque pour la République d'élire son président au suffrage universel. En effet, c'est ce mode de scrutin qui a amené au pouvoir celui qui, en 1852, proclama le Second Empire et devint Napoléon III, mettant ainsi un terme à la Deuxième République après seulement quatre ans d'existence.
Mais le vote n'est pas unanime en France : les citoyens des villes votent en majorité « non » au plébiscite du 20 décembre 1851 confirmant le coup d'État de Louis-Napoléon Bonaparte. Le paradoxe ainsi soulevé est que c'est le peuple lui-même qui a amené au pouvoir celui qui va le conduire à sa perte 22 ans plus tard. Ainsi, c'est en partie la défaite de 1870 face à la Prusse qui explique le ralliement de la classe paysanne à la République dans les années suivant la défaite, délaissant définitivement l'Empire.

## Les difficultés du monde paysan de 1870 à la veille de la Première Guerre mondiale

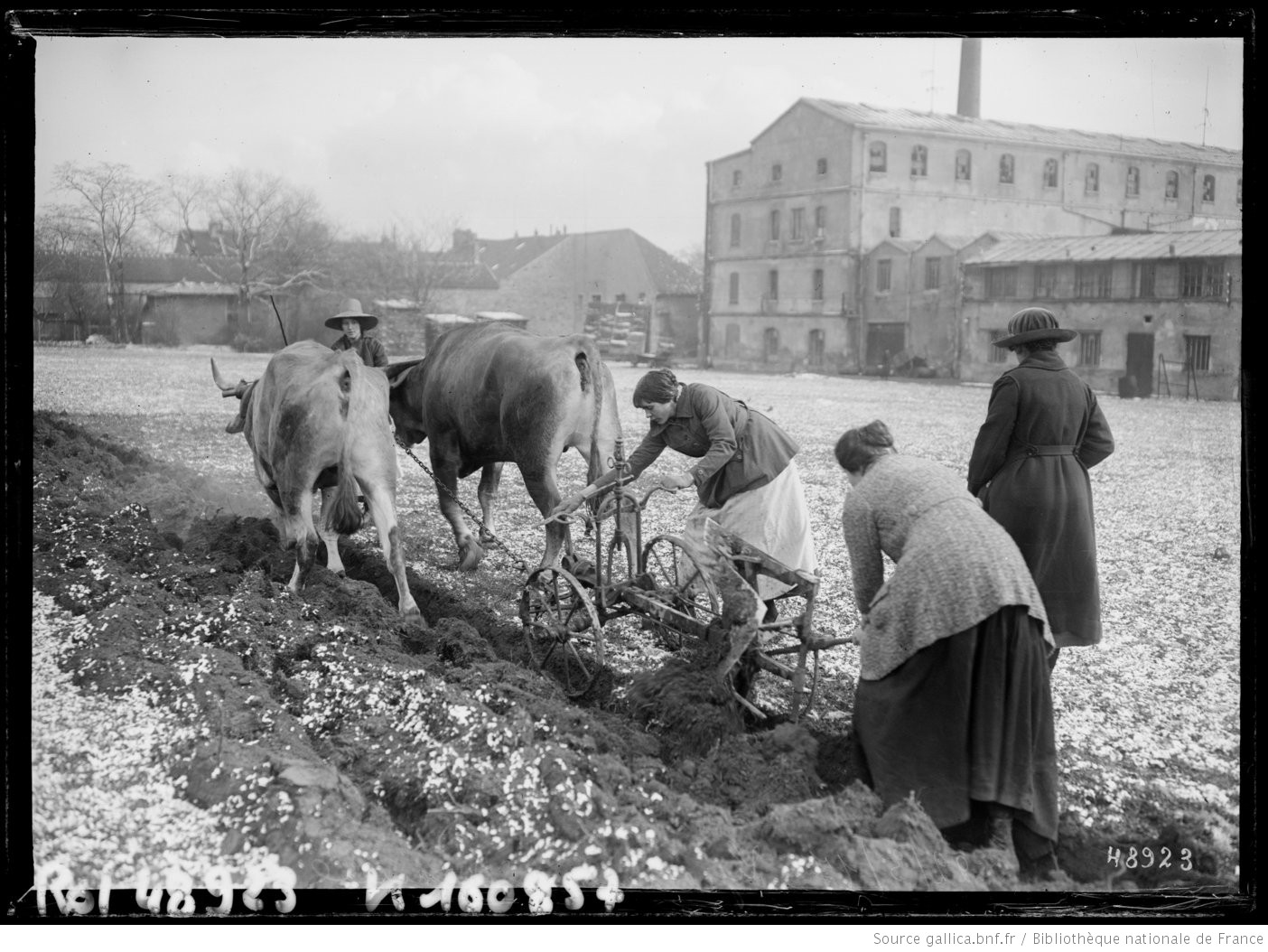
Lycéennes à Arcueil dans le Val de Marne en 1917 (photographie de presse)

À partir de 1870 s'ouvre une période difficile pour la paysannerie française, surtout au niveau économique. La crise économique qui touche la paysannerie française à partir de 1870 est multiforme.
Trois facteurs vont se conjuguer pour déboucher sur une crise économique de l'agriculture. La baisse des prix entraîne une baisse des revenus des paysans et une chute des rentes foncières, tandis que dans le même temps la crise économique touche d'autres secteurs, introduisant l'idée de cycles de croissances et de crises. La fin de certaines activités agricoles est due au progrès technique: c'est l'exemple des colorants naturels remplacés par des colorants chimiques, ou de la fin du ver à soie dans le Lyonnais. Dans les deux cas on peut aussi évoquer l'arrivée  de produits agricoles venus de pays « neufs » ou des colonies (huile des colonies, viande d'Argentine…) qui concurrence les produits français et font augmenter l'offre. Le phylloxera touche dans la même période l'ensemble des vignobles français, cela est d'autant plus grave que la vigne a un rôle socio-économique majeur et valorise des terres plus pauvres. La production, même après la fin du phylloxera, a du mal à repartir, cela débouchera sur des révoltes importantes dans le Languedoc.
Cette crise va entraîner une réaction et de profondes modifications du monde paysan. D'abord, la polyculture est abandonnée, et les différentes régions se spécialisent au niveau agricole, une reconversion est entamée, la vigne est remplacée par des cultures fruitières, l'élevage, la culture maraîchère ou florale se développent, on assiste à un changement de taille encore visible aujourd'hui dans le paysage agricole au niveau d'ensembles régionaux. La vitalité démographique décline durablement. Le monde agricole s'organise face aux difficultés, c'est le début du syndicalisme agricole revendicatif et structuré, mais ce syndicalisme s'il est très écouté par les politiques ne concerne pas tous les paysans. L'État intervient, il instaure un protectionnisme agricole pour protéger la production, favorise l'accessibilité aux crédits des paysans. Parallèlement l'influence urbaine pénètre la campagne par le biais du service militaire, du chemin de fer, de l'émigration rurale, de la presse et de la scolarisation.
Au niveau politique cette période est marquée par l’avènement de la République. La République part à la conquête des paysans qui seuls peuvent la consolider. Le rôle de l'instruction publique est déterminant dans cette conquête réciproque, tout comme le phénomène de descente du pouvoir politique au niveau villageois : les élections municipales ont définitivement ancré la vie politique dans la vie villageoise, c'est ce que montre Maurice Agulhon dans La République au village. Une véritable géographie des comportements électoraux s'établit dans cette période, l'opposition du curé et de l'instituteur structure la vie politique du village. Les paysans arrivent ainsi jusqu'à la veille de la guerre à consolider leurs intérêts au sein de la République par une vie politique active.
À la veille de la Grande Guerre, l'agriculture est de plus en plus dépendante des secteurs de l'industrie et de la distribution, qui sont en pleine expansion. La civilisation agraire est en train de se fondre dans un creuset national, celui de la Patrie, et désormais la paysannerie est maîtresse de sa terre. Les nuances apportées selon les régions, les classes sociales à ces grands traits ont structuré la carte à la fois économique, sociale et politique de la France.
Par l'intermédiaire du commerce des engrais, qui s'est constitué au sortir de la guerre en très grosses sociétés liées entre elles par des accords internationaux, contingentant la production pour limiter l'effet des crises par la suppression de la concurrence, l'influence de l'économie moderne s'exerce sur la vie et le rythme des prix à la campagne.

## De 1945 à aujourd'hui
En France, aux yeux de l'administration (notamment de l'INSEE), le paysan est un agriculteur quand il est professionnel, et l'agriculture une branche de l'industrie qui doit être organisée selon les mêmes principes: spécialisation, mécanisation, standardisation, diminution de la main d'œuvre, importance du secteur de la finance et du commerce.
Une tranche importante de paysans français qui n'adhèrent pas à ce modèle, revendique farouchement l'appellation de paysan, souvent pour se démarquer de l'agriculture productiviste et/ou par souci de ne pas rompre avec leurs racines, leur appartenance à la terre. Par exemple le syndicat de la  confédération paysanne.
En 2018, l'Assemblée générale des Nations unies adopte la Déclaration des Nations Unies sur les droits des paysans et des autres personnes travaillant dans les zones rurales, proclamant ainsi une série de droits humains spécifiques aux paysans.